# Bellevue de l'Inini
Bellevue de l'Inini (851 m n. m.) je hora v pohoří Inini-Camopi na severovýchodě Jižní Ameriky. Leží na území francouzského zámořského departementu Francouzská Guyana. Jedná se o nejvyšší bod Francouzské Guyany.